# Associated-Rediffusion
Associated-Rediffusion, plus tard renommée Rediffusion, London est une chaîne de télévision ayant fait partie du réseau ITV pour Londres et sa région.

## Création
La chaîne est le fruit d'un partenariat entre le conglomérat British Electric Traction et Associated Newspapers, une entreprise essentiellement connue comme éditeur du Daily Mail. Après des pertes financières importantes, Associated Newspapers vend rapidement l'essentiel de ses parts à British Electric Traction. Le terme Associated ne disparaît toutefois du nom de la chaîne qu'en 1964.

## Changement de marque et perte de la franchise
En 1964 dans une volonté de moderniser la chaîne elle est rebaptisée Rediffusion, London et cherche à s'inscrire dans la vague du Swinging London. Toutefois en 1967 l'Independent Television Authority revoit la distribution des franchises et conclut qu'il n'y a plus de place pour cette chaîne. La franchise londonienne d'Associated British Corporation fusionne avec Rediffusion, London pour donner naissance à Thames Television. British Electric Traction, la compagnie mère de la chaîne, prend 49 % des parts de la nouvelle entité. Le nom de la chaîne, Associated-Rediffusion vient des 2 entreprises (ou franchises) Associated et Rediffusion détenant la chaîne à parts égales (50% chacune) et ayant obtenu de la part de l'ITA une licence pour pouvoir diffuser une chaîne privée.